# Tynt Meadow

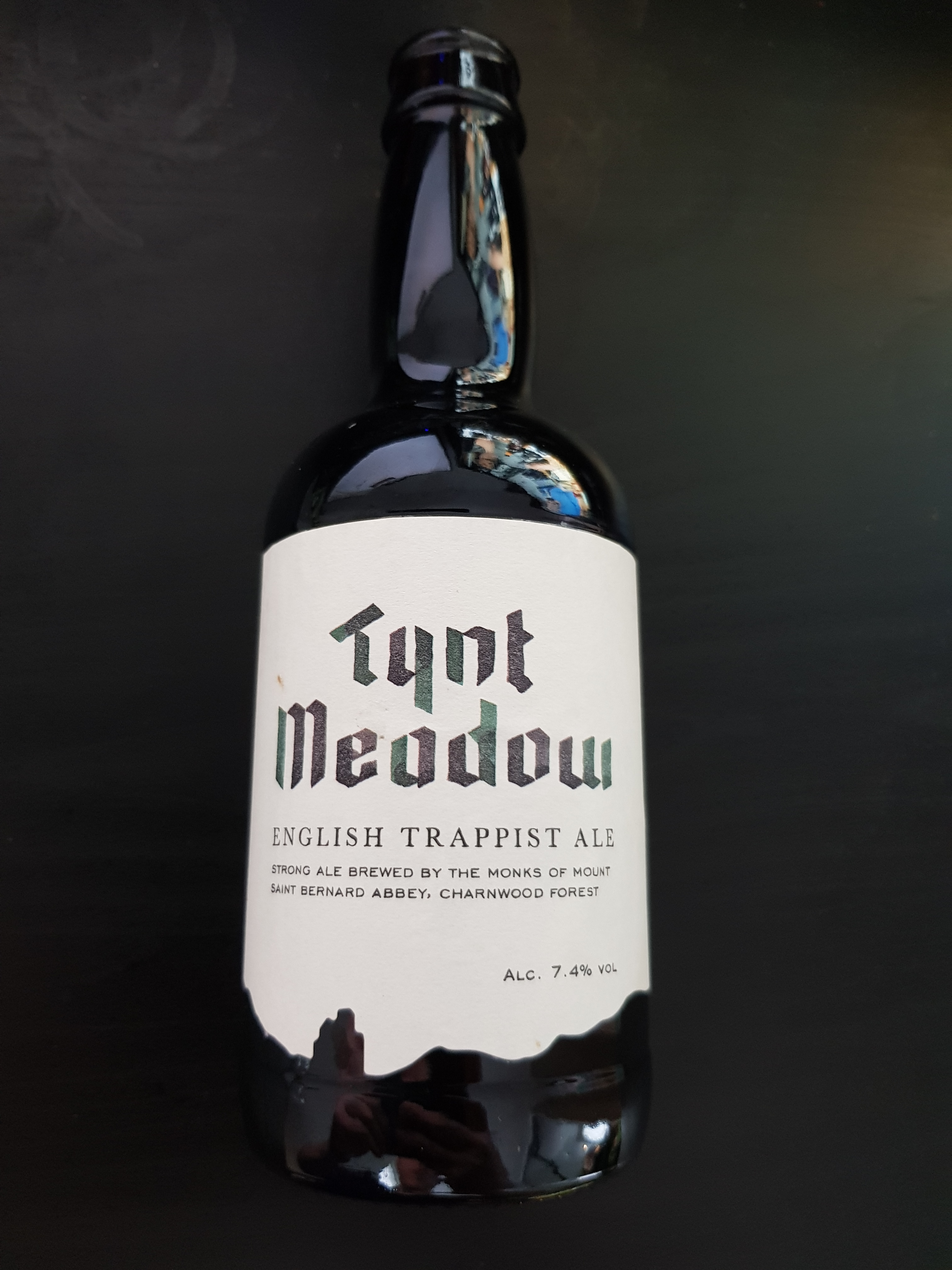
Tynt Meadow.

Tynt Meadow är en ale bryggd av munkar i Mount St Bernard Abbey nära Coalville i England. Ölet är av ölstilen strong ale och har en alkoholhalt på 7,4 procent. Mount St Bernard Abbey är det tolfte trappistbryggeriet. Den 17 september 2018 fick ölet officiell status som äkta trappistöl. Den 15 december 2020 kommer ölet att säljas på Systembolaget för första gången.